# Meertje Kaal
Maartje Kaal, beter bekend als Meertje Kaal (Wormerveer, 29 september 1930 – Amsterdam, 16 mei 2016) was een Nederlands beeldend kunstenares en dichteres.

## Levensloop
Ze was de dochter van drukker Wouter Kaal (1889-1978) en Renske Best (1895-1980), die beiden als koster werkten in de hervormde kerk van Wormerveer. Zo groeide Kaal op in een arbeidersgezin, samen met haar 10 jaar oudere broer Jacob. Tijdens de Tweede Wereldoorlog waren haar ouders actief in het verzet: haar moeder verborg onderduikers in hun huis, en broer Jacob was actief met het stencilen van pamfletten. Jaap Kaal (1893-1960), haar oom en kunstenaar woonde ook bij het gezin, en vormde een grote inspiratie voor de jonge dame. Hij onderwees haar ‘in alles wat mooi en lelijk was’, aldus Kaal later.
Kaal ging op school in Zaandam naar het Zaanlands Lyceum. Doordat ze vaak spijbelde, bleef ze in de vijfde klas zitten. Daarna ging ze naar het Avondlyceum, maar het staatsexamen durfde ze niet aan. Zo kwam ze als achttienjarige terecht in Amsterdam. Ze ging werken in antiquariaat ’t Eend van Hans Roduin, en kreeg een relatie met beeldhouwer Hans Verhulst. Na drie jaar liep die relatie stuk en vertrok ze naar Parijs, en werkte daar als au pair aan de Rue du Vieux-Colombier. Dat bleek een hotel én bordeel te zijn. Ze ging er werken als huishoudelijk werkster, maar ook omdat de kunstschilder Serge Poliakoff daar een kamer huurde. Na een korte tijd kwam Kaal terug naar Amsterdam.
Rond 1950 leerde Kaal de kunstenaar Henk Dorré (1933-1986) kennen. Op 29 april 1955 trouwden ze, in de jaren tot 1960 werden er 2 zonen en 2 dochters geboren. Het huwelijk was een ramp: Dorré was verslaafd aan drugs en alcohol, en bij tijden zeer gewelddadig. Ze leefden in armoede. Om aan geld te komen ging Kaal poseren als naaktmodel, en deed ze ook correctiewerk. 
Eind jaren vijftig begon Kaal ‘schilderingen’ van lapjes te maken. Pas in 1960, na de dood van haar ‘leermeester’ oom Jaap, ging ze echt schilderen.
Het huwelijk ging helemaal mis, en uiteindelijk kwam Kaal met haar kinderen op straat te staan, volledig aan de grond, en verbleef drie weken lang bij de nonnen in de Warmoesstraat. In die tijd leerde ze een 10 jaar jongere en welgestelde psycholoog Herman Adèr (1940) kennen, die werkte op dat moment aan zijn mo-akte wiskunde en had daarnaast ook artistieke aspiraties. Op 17 februari 1964 scheidde ze van Dorré en op 30 juli 1964 trouwde ze met Hermanus Johannes Adèr. Dat gebeurde in Londen: ze wilden namelijk niet de negen wettelijke maanden wachten om te kunnen hertrouwen in Nederland. Adèr werd toeziend voogd van haar vier kinderen. Samen exposeerden ze in de late jaren zestig en begin jaren zeventig verschillende malen Kaals lapschilderingen.

## Kaal als activist
Kaal was geëngageerd en activistisch. Eind jaren 60 was zij een van de groep kunstenaars die het Stedelijk Museum te Amsterdam bezetten. Want het museum besteedde slechts weinig aandacht aan de eigentijdse kunstenaars. Ook bezette ze het BKR-depot in Den Haag met een aantal kunstenaars. Want sommige kunstenaars werden geweerd uit de Beeldende Kunstenaars Regeling (BKR), kunstenaars konden een uitkering ontvangen in ruil voor hun kunstwerken. Kaal was lange tijd lid van de Beroepsvereniging van Beeldende Kunstenaars (BBK), en korte tijd zelfs penningmeester. In de Kinkerbuurt voerde ze met de BBK actie tegen de verpaupering. Kaal richtte samen met haar vriendin Sonja Prins de politiek-culturele uitgeverij SoMa op, begin zeventiger jaren. En in 1972 werd ze lid van kunstenaarssociëteit De Kring. In die tijd liep ook het huwelijk met Adèr mis, en Kaal raakte verslaafd aan de alcohol en weer in armoede. Zo raakte ze afhankelijk van de BKR. Ook nam ze wat kostgangers in huis, om de uitkering wat aan te vullen.

## Kaal als kunstenaar
Ondanks alle tumult in haar leven, kon Kaal met haar kunst bezig blijven. Toen ze naar haar gevoel onder de schaduw van mannen uit kon komen, kreeg ze steeds meer succes. Vanaf 1985 liep de verkoop van haar schilderijen steeds beter. Het werk van Joan Miró, dat ze in Barcelona had gezien, inspireerde haar tot veelkleurig schilderwerk, waarin vaak afval verwerkt werd. Vrouwen en dieren, vooral heel veel katten, hadden haar aandacht. Op 6 september 1996 besloot Kaal Kaal te stoppen met drinken: ‘Ik heb nooit meer een druppel gedronken’ (de Volkskrant, 27-2-2014). Ze maakte honderden schilderijen en verkocht en exposeerde in binnen- en buitenland. Daarnaast was ze dichteres: publiceerde in tijdschriften, waaronder Hollands Maandblad. Er verschenen veertien dichtbundels van haar. In 2003 werd ze lid van Arti et Amicitiae – wat voor haar als autodidacte voelde als ‘gerechtigheid’ – en in 2005 van de Maatschappij der Nederlandse Letterkunde (MNL).
Kaal werkte tot op hoge leeftijd door. Op 12 mei 2016 werd ze bewusteloos gevonden achter haar voordeur, en werd daarna met spoed in het ziekenhuis opgenomen. Zo kon ze nog een drie dagen afscheid nemen van haar naasten. Op 16 mei 2016 overleed Kaal op 85-jarige leeftijd in Amsterdam aan de gevolgen van een hersenbloeding.

## Werk
Werk van Kaal is opgenomen in de collectie van Museum Flehite, Amersfoort; Kunstgalerie De Bleyenhoeve, Westerlee; Ahold Kunst Stichting, Zaandam en Artzaanstad, Zaandam.